# メル友
メル友（めるとも）とは、友人のひとつで、電子メールを利用するもの。「メール友達」の略。「電子メールだけの友達」の略称とされる場合もある。

## 概要
メル友は、文通友達（ペンパル）の電子メール版と言える。
もともと友人関係になかった者同士が、ウェブサイトなどで知り合い、頻繁にメールをやり取りするような親しい間柄になるというのが一般的な定義として挙げられる。文通と同様、身近な人には話しにくい相談などを気楽にできるというメリットがある。
大抵は本名や住所、自分の外見といった個人情報は明かさないままの匿名関係である。そのため性別や年齢、その他のプロフィールを偽ってメル友になろうとするケースも多数存在する。最近は、携帯電話などのデジタルカメラが普及したので相手の顔を確認することもできるが、別人の画像が送られる可能性も否定できない。
より関係が親しくなれば、電話で話したり実際に会ったりするケースもある。あらかじめメールを通じて、お互いの趣味や性格がわかっているので、その後通常の友達関係（いわゆるリアル友達、リア友）に進展するのは容易であるが、素性や本名さえも分からない相手と直接会うことはリスクが伴う行為であることを認識すべきである。出会い系サイトの項目内に危険性や事件などの記述がある。
また逆のパターンとして、合コンなどで初めて対面し知り合った相手とより親しくなるために、メル友の段階を経る（あるいはそれ以上関係が進展せずにメル友のまま終わってしまう）という例もある。
インターネット上にはメル友を募集する電子掲示板などのウェブサイトが多数存在する。
メル友募集を専門にしているサイトやいわゆる出会い系サイト以外にも、SNS、特定の趣味を扱うサイト、住んでいる地域や年齢層ごと（小中学生用など）のサイトなど対象者が限定されるウェブサイトでは利用者同士が親しくなりやすく、メル友などが出来やすい傾向がある。
また、いつも実際に会っている友人などについても、電子メールを頻繁に利用している友人についてこの言葉を使う場合もある。